# Domingo Loricato
Santo Domingo Loricato (Luceoli, Italia, hacia el 995 - Poggio San Vicino, Italia, 14 de octubre de 1060) fue un fraile de la Orden de la Camáldula. Debe el sobrenombre de Loricato a la penitencia a la que el mismo se sometió vistiendo una coraza de hierro con puntas de acero llamadas lóriga.

## Vida
No se sabe demasiado de la vida de este santo, salvo lo que cuenta de él San Pedro Damián en el Acta Sanctorum. Fue destinado a la carrera eclesiástica por sus padres que para asegurarse de que tuviera una brillante carrera regalaron una piel de cabra al obispo. Cuando Domingo supo lo que habían hecho sus padres consideró que estos habían pecado de simonía y decidió no volver a celebrar misa ni ejercer el ministerio sacerdotal. 
Después se unió a Juan de Montefeltro, eremita que vivía en la zona de Umbría y con el que prosiguió su penitencia. Siguió con el eremita hasta que decidió recluirse en el monasterio de la Orden de la Camáldula de Fonte Avellana, que tutelaba Pedro Damián, el cual quedó maravillado ante los actos de penitencia que realizaba Domingo.
La penitencia consistían en vestir la mencionada coraza de hierro con puntas de acero sobre la piel además se ataba cadenas en los miembros, se aplicaba frecuentes disciplinas por encima de lo normal; solía alimentarse sólo de pan, hierbas y agua; dormía de rodillas. 
Continuó con su penitencia durante toda su vida. Murió siendo abad del monasterio de la Santísima Trinidad fundado junto al monte de San Vicino, cargo que le encomendó Pedro Damián. Falleció el 14 de octubre de 1060.